# Précy-le-Sec
Précy-le-Sec é uma comuna francesa na região administrativa de Borgonha-Franco-Condado, no departamento de Yonne. Estende-se por uma área de 15,43 km². Em 2010 a comuna tinha 256 habitantes (densidade: 16,6 hab./km²).